# Cornille
Cornille (okzitanisch: Cornilha) ist eine französische Gemeinde mit 688 Einwohnern (Stand: 1. Januar 2022) im Norden des Départements Dordogne in der Region Nouvelle-Aquitaine (vor 2016: Aquitanien). Sie gehört zum Arrondissement Périgueux und zum Kanton Trélissac. Die Einwohner werden Cornillais und Cornillaises genannt.

## Geographie
Cornille liegt etwa zehn Kilometer nordöstlich von Périgueux am Jakobsweg (hier der Abschnitt der Via Lemovicensis). Umgeben wird Cornille von den Nachbargemeinden Agonac im Nordwesten und Norden, Sorges im Norden und Nordosten, Antonne-et-Trigonant im Osten und Südosten, Trélissac im Süden sowie Champcevinel im Südwesten und Westen.

## Bevölkerungsentwicklung
| 1962                       | 1968 | 1975 | 1982 | 1990 | 1999 | 2006 | 2019 |
| -------------------------- | ---- | ---- | ---- | ---- | ---- | ---- | ---- |
| 287                        | 275  | 318  | 445  | 548  | 562  | 655  | 683  |
| Quellen: Cassini und INSEE |      |      |      |      |      |      |      |

## Sehenswürdigkeiten
- Kirche Saint-Eumache aus dem 12. Jahrhundert,
- Schloss La Forêt aus dem 15. Jahrhundert, Umbauten aus dem 17. Jahrhundert
- Taubenschlag La Luminade aus dem 18. Jahrhundert

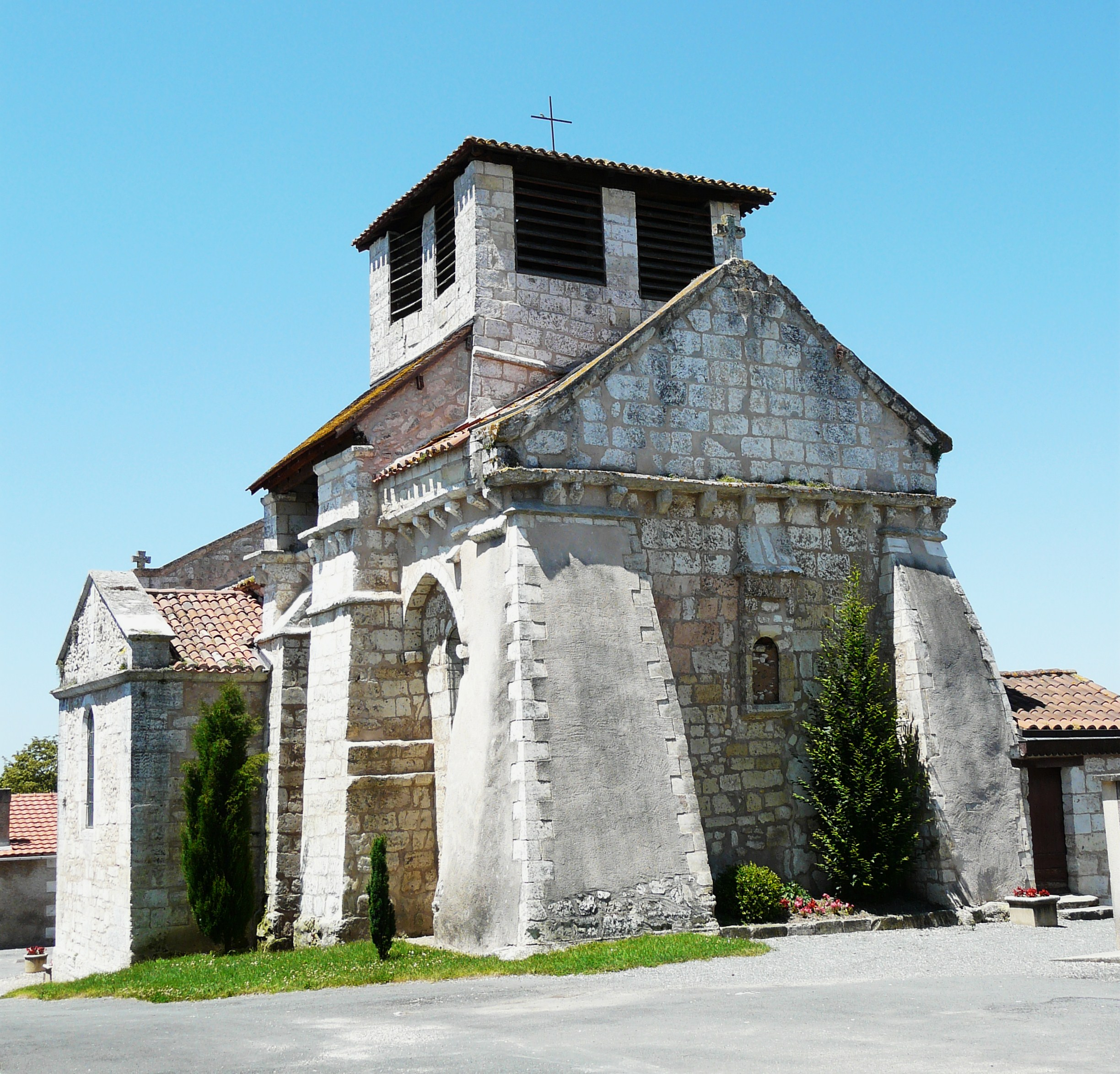
Kirche Saint-Eumache
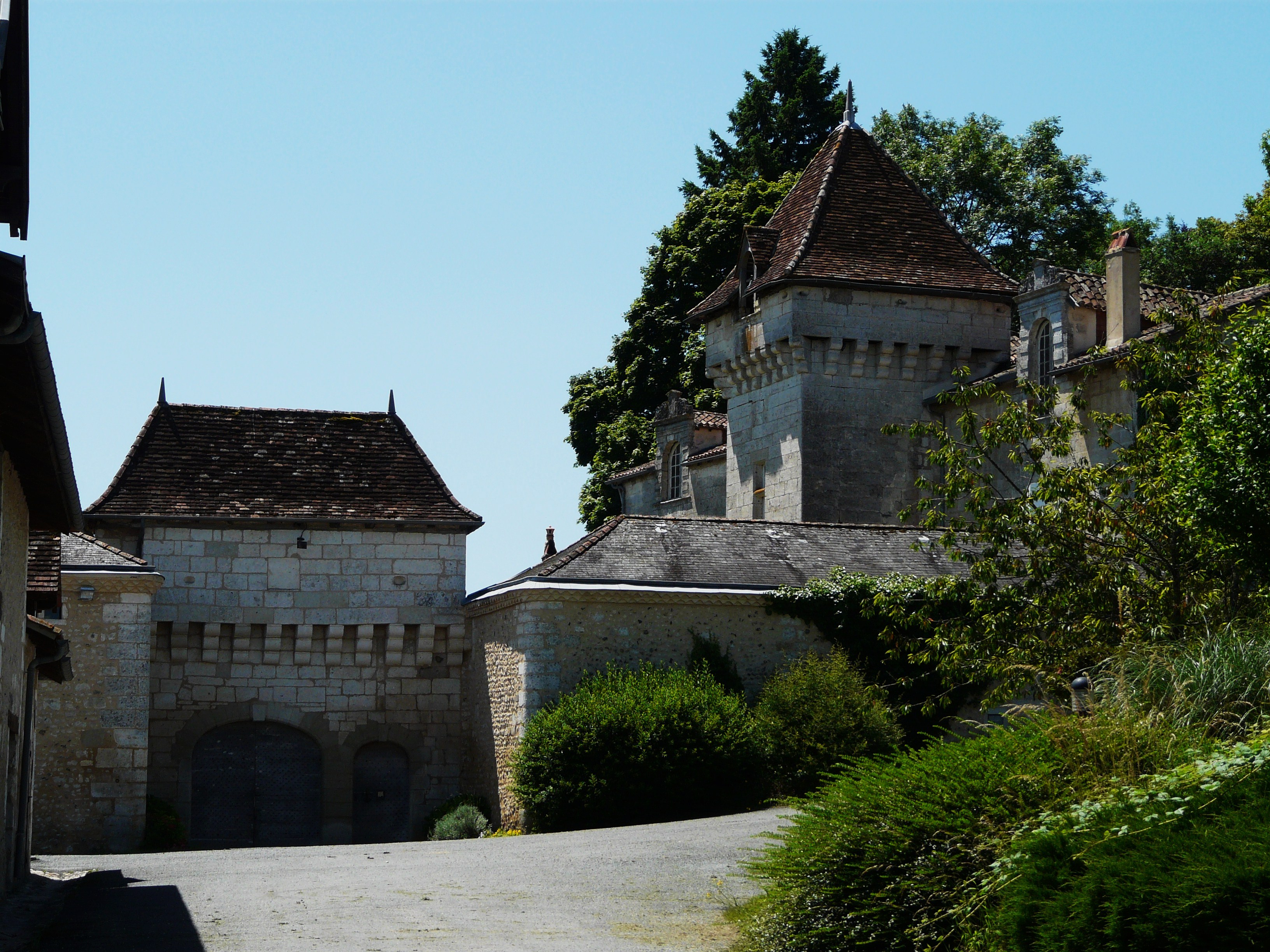
Schloss La Forêt
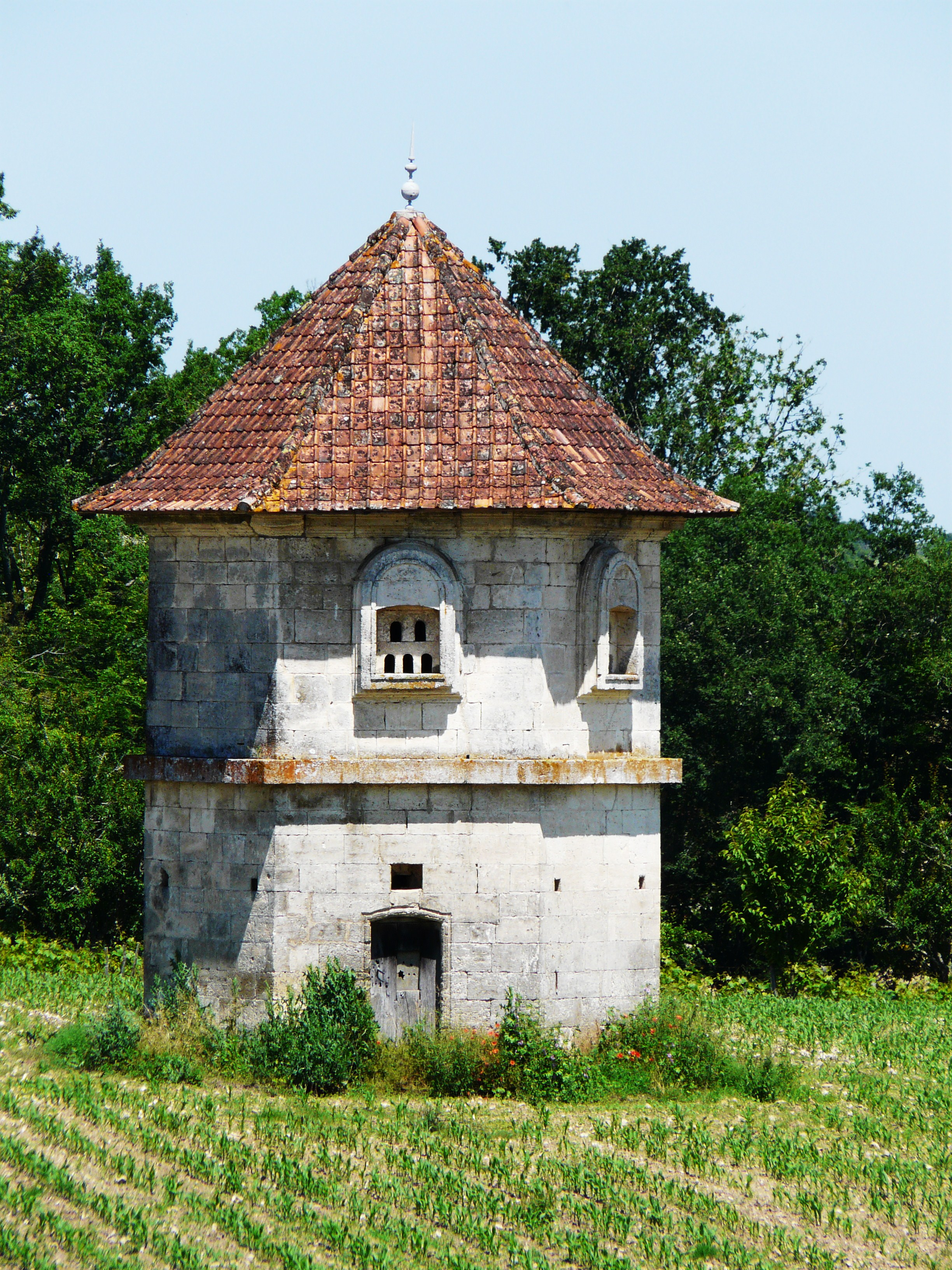
Taubenturm